# Сказание о дербен-ойратах (Габан Шараб)
«Сказание о дербен-ойратах» или «История Габан Шараба» (калм. Эмч hавң Шарв Дөрвн Өөрдин түүк) — памятник калмыцкой исторической литературы первой половины XVIII века, художественное произведение с элементами дидактики, описывающее средневековую жизнь калмыцкого народа и содержащее различные сведения по его истории, культуре и этнографии.

## История
Габан Шараб написал «Сказание о дербен-ойратах» в 1737 году в сложное для Калмыцкого ханства время. В это время после смерти Аюки усилилась междоусобица среди престолонаследников. Одной из целью создания «Сказания» стал призыв прекратить раздоры. Габан Шараб в своём произведении показывал исторические примеры, призывая прекратить разделения, чтобы сохранить единство Калмыцкого ханства. Калмыцкий литературовед А. Бадмаев утверждает, что Габан Шараб составлял «Сказание» на основе устных источников и предполагает, что, он, возможно, использовал также и некоторые письменные источники.
До нашего времени сохранилось несколько списков сочинения на тодо бичиг, которые хранятся в Институте востоковедения РАН, архиве востоковедов Санкт-Петербургского филиала Института востоковедения РАН и в библиотеке Восточного факультета СПбГУ. Все списки не имеют названия и в калмыковедении за ними закрепилось название «Сказания о дербен-ойратах» Габан Шараба.
Первое издание «Сказания о дербен-ойратах» на тодо бичиг было выпущено в Монголии в 1967 году в сборнике серии «Corpus scriptorium mongolorum». В этой книге была опубликована рукопись из Института Востоковедения РАН под названием «Эмчи hабан Шэс Раб. Дөрбөн Ойиродийин түүкэ».
Первым переводом на русский язык стал перевод Георгия Лыткина, осуществлённый в 1860 году. Рукопись Габан Шараба он обнаружил в личной библиотеке нойона Батур-Убаши Тюменя. Этот перевод он назвал «История Габан Шараба». Данный рукописный перевод сегодня хранится в Институте востоковедения РАН. Описание существующих ныне списков дано в книге Л. Пучковского «Монгольские рукописи и ксилографы».

## Содержание
Главное внимание в своём сочинении Габан Шараб уделяет родословным ойратских владельцев и их отношениям. Габан Шараба не придерживается исторической хронологии; он не подразделяет сочинение на главы, но группирует текст по тематическому принципу:
- Вступление;
- Первого торгутского владельца;
- Род владевшего разными народами Чингис хана меньшего брата Хабуту Хасара;
- Род хошутовых владельцев, которым название хошуты дано от Тогон тайши;
- Изъяснение о роде дербетовых и зюнгаровых владельцев, якобы они произошли от тенгриев;
- О роде дербетовых и зюнгаровых владельцев с начала до двадцать первого колена описание хранится у зюнгаров;
- Дербеты с зюнгарами одного происхождения, но с которого колена дербеты от зюнгаров отделились, за неимением точного известия не описываю;
- И с того времени разделились мунгалы с ойратами;
- Описание познаний закона вступивших в чин духовенства владельцев;
- Ойратских владельцев примечания достойные речи;
- Предсказания Цецен хана;
- Ойратских владельцев исполнившиеся предсказания;
- Исполнившиеся предсказания владельческих жён;
- За благодеяние злодеяние оказавшие ойратские владельцы;
- Умертвившие ближних своих родственников владельцы;
- На племянницах, от сестёр родившихся, женившиеся владельцы;
- Ойратские владельцы, потерявшие улусы;
- Чрез порядочное владение размножившие своих подвластных ойратские владельцы;
- О подвластных своих попечение имевшие владельцы;
- Сыновьям надел давшие ойратские владельцы;
- Ойратских владельцев жёны, прославившие и умножившие детей своих, совокупясь с своими мужьями;
- Порядочным образом владевшие ойратами владельцы;
- Поступки Аюки хана;
- Дела Зорикту хун тайджины;
- Об отданных в научение закона духовных людях ойратскими владельцами и имевшие оных на своём содержании;
- О сватовстве ойратских владельцев;
- Ойратские владельцы, по понесённым бедствиям и ругательствам от своих, владевшие улусами;
- Дела древних ойратских зайсагов;
- Дела поздних ойратских зайсагов;
- Ойратские владельцы, не имевшие в малолетстве своём на себе пороков;
- Описание времени, с которого они разошлись друг от друга.